# Носов, Константин Сергеевич
Константи́н Серге́евич Но́сов (род. 8 декабря 1972, Москва, СССР) — российский историк и химик. Кандидат химических наук, доктор исторических наук. Директор Центра изучения истории фортификации (ЦИИФ), ведущий научный сотрудник Научно-исследовательского института теории и истории архитектуры и градостроительства (НИИТИАГ, филиал ЦНИИП Минстроя), главный редактор сборника научных статей «Вопросы истории фортификации».

## Биография
Родился 8 декабря 1972 года в Москве, где и проживает в настоящее время.
В 1989 году поступил и в 1994 году окончил Московский государственный университет имени М. В. Ломоносова.
В 1994 году поступил в очную аспирантуру Института органической химии имени Н. Д. Зелинского РАН. После трёх лет обучения успешно защитил диссертацию на соискание учёной степени кандидата химических наук. Тема диссертации: «Синтез и реакционная способность пятичленных ненасыщенных кремниевых и германиевых гетероциклов — предшественников аналогов карбенов и элемент-центрированных анионов». Научный руководитель и учитель в области химии — Михаил Петрович Егоров. С 1997 по 2006 год работал в должности научного сотрудника в Институте органической химии РАН.
С 2006 по 2009 год обучался в очной докторантуре Российской академии государственной службы при Президенте РФ (кафедра истории российской государственности). Основной учитель в области истории — Рудольф Германович Пихоя. Сдав необходимые экзамены по истории, в 2009 году успешно защитил диссертацию на соискание ученой степени доктора исторических наук по специальности 07.00.02 (Отечественная история). Тема диссертации: «Военное зодчество XVI—XVII вв. и его роль в становлении российской государственности».
С 2010 по 2020 годы работал в должности доцента, затем профессора исторического факультета Института общественных наук Российской академии народного хозяйства и государственной службы при Президенте Российской Федерации (ИОН РАНХиГС при Президенте РФ).
С молодости увлекается японскими боевыми искусствами. Обладатель чёрного пояса (2 дан) по каратэ Сётокан и чёрного пояса (1 дан) по кобудо Тэнсин Сёдэн Катори Синто Рю. Около 15 лет возглавлял клуб боевых искусств «Рубикон». Сегодня его дело продолжают ученики, достигшие уровня чёрного пояса.
Имеет дочь Ольгу (1992 г. р.) от первого брака, дочь Анастасию (2003 г. р.) и сына Александра (2008 г. р.) — от второго брака.

## Научная деятельность
С 2009 года возглавляет Центр изучения истории фортификации и журнал «Вопросы истории фортификации».
Область научных интересов — история оборонительного зодчества и история оружия. Большинство научных публикаций связано с историей русского военного зодчества периода Московского государства.
Является Председателем ученого совета ЦИИФ и членом Диссертационного совета по защите докторских и кандидатских диссертаций (Диссертационный совет Д.502.006.04 при РАНХиГС при Президенте РФ).
Участник многочисленных экспедиций по исследованию памятников оборонительного зодчества разных стран мира (Япония, Индия, Сирия, Турция, Тунис, Великобритания, Ирландия, Италия, Греция).
С 2012 года на протяжении ряда лет вместе с группой студентов-историков принимал участие в раскопках Старой Рязани (Старорязанская археологическая экспедиция).

## Преподавательская деятельность
С 2010 по 2020 год преподавал на историческом факультете Института общественных наук Российской академии народного хозяйства и государственной службы при Президенте РФ (ИОН РАНХиГС).
Читал курсы «Отечественная история», «История Древней Руси», «Городское строительство в Древней Руси», «Всеобщая история», «Археология», «История государственного управления», «История оборонительного зодчества», «История вооруженных сил и военного искусства» для подготовки бакалавров, магистров и аспирантов.

## Научные труды
Является автором более 100 публикаций по исторической специальности, среди которых 25 книг и монографий, опубликованных в России, Великобритании, США, Италии, Испании, Чехии.

### Монографии и статьи
- Носов К. С. Терминология оборонительного зодчества на Руси в XI—XVII вв. — М., 2009.
- Носов К. С. Русские крепости конца XV—XVII в. — М., 2009.
- Носов К. С. Русские средневековые крепости. — М., 2013.
- Носов К. С. Русские средневековые крепости. – М., 2019. (Издание 2-е, исправленное и дополненное).
- Носов К. С. Гладиаторы. — СПб., 2005. (Переиздания: М., 2010. На иностранных языках: Nossov K. Gladiator: Rome’s Bloody Spectacle. — Oxford, 2009; Nossov K. Gladiatori: Sangue e spettacolo nell’antica Roma. — Gorizia, 2010; Nossov K. Gladiadores / Gladiators: El Espectaculo Mas Sanguinario De Roma. — Madrid, 2010; Nossov K. Gladiátoři: Krev a písek. — Praha, 2012)
- Nossov K. Ancient and Medieval Siege Weapons. — Guilford, 2005. (На русском вышла в 2010 г.: Носов К. С. Осадная техника: Античность и Средневековье. — М., 2010)
- Носов К. С. Традиционное оружие Индии. — М., 2011.
- Носов К. С. Опыт расчета трудозатрат на строительство Смоленской крепости 1596—1602 гг. // Проблемы отечественной истории. — М., 2008. — С. 74—100.
- Nossov K. Besieging in relief: Siege warfare and fortifications in Assyrian reliefs from the 9th-7th centuries BC // Ancient Warfare. 2008.— Vol. II. — Issue 5. — Pp. 18—25.
- Носов К. С., Зарощинская Н. О. Артиллерийское вооружение русских крепостей XVI—XVII вв. // Альманах центра общественных экспертиз. — 2008. — Вып. 2. — С. 174—196.
- Носов К. С. Стоимость деревянных оборонительных сооружений по новгородским росписям середины XVII в. // Российская история. — 2009. — № 1. — С. 122—132.
- Носов К. С. Строительные растворы русских крепостей XVI—XVII вв. // Российская археология. — 2009. — № 1. — С. 152—161.
- Лобзова Р. В., Носов К. С. Петрографическая характеристика строительных растворов русских крепостей XVI—XVII вв. // Вестник РУДН. Серия: Инженерные исследования. — 2009. — № 1. — C. 91—98.
- Nossov K. Philon of Byzantium: Fortification in theory and practice // Ancient Warfare. — 2009. — Vol. III. — Issue 2. — Pp. 10—14.
- Носов К. С. Экономические соображения или военные требования?: Сравнительная себестоимость оборонительных сооружений в России середины XVII в. // Вестник РУДН. — 2009. — № 2. — C. 76—84.
- Носов К. С. Гарнизоны русских крепостей XVI—XVII вв. // Проблемы отечественной истории. — Вып. 11. — М., 2009. — С. 5—32.
- Носов К. С. Оружие Хараппской культуры // Военное дело в Азиатско-Тихоокеанском регионе с древнейших времен до начала XX века. — Вып. 1. — Владивосток, 2010. — С. 7—27.
- Носов К. С. Строительные растворы римских фортификаций в Британии // Вопросы истории фортификации. — 2010. — № 1. — С. 56—60.
- Носов К. С. Трудоемкость и стоимость строительства укреплений в средневековой Руси: Тезисы докладов III Всероссийской конференции ЦИИФ // Вопросы истории фортификации. — 2011. — № 2. — С. 107—112.
- Носов К. С. Сибирские «города», остроги и зимовья в XVII в.: терминология и строительные традиции // Из кузнецкой старины. — Вып. 3. — Новокузнецк, 2012. — С. 148—157.
- Носов К. С. Распределение людей и орудий по стенам и башням Смоленской крепости в 1609 г.: Тезисы докладов IV Всероссийской конференции ЦИИФ // Вопросы истории фортификации. — 2012. — № 3. — С. 72—94.
- Носов К. С. Происхождение машикулей // Археологія и фортифікація Середнього Подністров’я. (III Всеукраïнська науково-практична конференція Кам’янець-Подільського державного iсторичного музея-заповідника) — Кам’янець-Подільський, 2013. — С. 96—105.
- Носов К. С. Вооружение Смоленской крепости по русским росписям наряда XVII в. // Вопросы истории фортификации. — 2013. — № 4. — С. 51—85.
- Nossov K. Machicolation: The origins // The castle studies group journal. — No. 28. — 2014-15. — P. 260—283.
- Nossov K. Russian Medieval Fortresses in the Light of New Discoveries // Château Gaillard 26: Château et frontier (Actes du colloque international d’Aabenraa. Danemark, 24—31 August 2012). — Caen, 2014. — P. 305—312.
- Носов К. С. Бык и роскат в XVII в. — варианты конструкций // Вопросы истории фортификации. — 2015. — № 5. — С. 118—128.
- Носов К. С. Сравнительный анализ вооружения укрепрайонов «Линии Сталина» и «Линии Молотова» с вооружением французской «Линии Мажино» // Материалы международной научно-практической конференции «Мир оружия: история, герои, коллекции» (Тула, 22—23 октября 2015 г.). — Тула, 2015. — С. 7—22.
- Носов К. С. Об иностранном влиянии на крепость Ивангород первого этапа строительства // Новые материалы по истории фортификации. — Вып. 2. — Архангельск: Новодвинка, 2016. — С. 162—166.
- Носов К. С. Фортификационная лихорадка в Европе между двумя мировыми войнами // Военно-исторический журнал. — 2017. — № 3. — С. 42—50.
- Носов К. С. Вооружение укреплённых линий накануне Второй мировой войны: Часть 1. Вооружение линии Мажино // Вопросы истории фортификации. — 2017. — № 6. — С. 36—53.
- Мордовин-Залесский А. К., Носов К. С. Укрепления Киева по Строельной книге 1679 г. // Вопросы истории фортификации. — 2017. — № 6. — С. 135—145.
- Носов К. С. Нетривиальные древо-земляные оборонительные конструкции Московского государства // Вопросы истории фортификации. — 2017. — № 6. — С. 127—134.
- Носов К. С. Укрепления Киева во второй половине XVII века // Военно-исторический журнал. — 2018. — № 1. — С. 60—69.
- Носов К. С. Вооружение Киевской крепости в последней трети XVII века // Военно-исторический журнал. — 2018. — № 2. — С. 65—72.
- Носов К. С. Артиллерийское вооружение тульской крепости в XVI–XVII вв. // Мир оружия: история, герои, коллекции. Сб. материалов VI Международной научно-практической конференции (Тула, 3–5 октября 2018 г.). – Тула, 2018. – С. 220–228.
- Носов К. С. Московский Кремль и Кастелло Сфорцеско: опыт архитектурно-планировочного сравнения военной архитектуры // Архитектурное наследство. – Вып. 71. – СПб.: Коло, 2019. – С. 35–51.
- Носов К. С. Теория и практика итальянского военного зодчества эпохи Возрождения: взгляды Альберти и Филарете применительно к Кастелло Сфорцеско // Вопросы всеобщей истории архитектуры. – Вып. 13. – М.–СПб., 2019. – С. 257–271.
- Носов К. С. Тульский кремль в кругу русских кремлей в итальянском стиле (конец XV – первая треть XVI в.): общее и особенное в оборонительном зодчестве // Большая Засечная черта. Россия на переломе эпох: Всероссийский форум. Сборник материалов. – Тула, 2019. – С. 72–83.
- Носов К. С. Итальянцы и «итальянизмы» в русском военном зодчестве Великого княжества Московского (последняя треть XV – первая половина XVI в.): Историографический обзор // Военно-исторический журнал. – 2020. – № 3. – С. 84–93.
- Носов К. С., Медведь А. Н. Две крепости Петрока Малого: Себеж и Пронск, 1535 г. Факты и предположения // Археология Подмосковья: Материалы научного семинара. – Вып. 16. – М.: Институт археологии РАН, 2020. – С. 415–424.
- Носов К. С. Подземные ходы в Киевской крепости второй половины XVII в. // Вопросы истории фортификации. – Вып. 7. – СПб.–М., 2020. – С. 108–123.
- Носов К. С. О прямоугольных башнях Тульского кремля // Вопросы истории фортификации. – Вып. 7. – СПб.–М., 2020. – С. 124–129.
- Носов К. С. Оборонительные сооружения Московского Кремля эпохи правления Ивана III: Историко-архитектурный очерк // Военно-исторический журнал. – 2020. – № 10. – С. 62–74.
- Носов К. С. Тульский кремль в кругу русских кремлей в итальянском стиле (конец XV – первая треть XVI в.): общее и особенное в оборонительном зодчестве // Тульский кремль и южные рубежи России (Материалы Всероссийской научной конференции). – М.: Институт российской истории РАН, 2020. – С. 191–231.
- Носов К. С. Башенные бойницы русских кремлей «в итальянском стиле» конца XV – первой трети XVI века: классификация и сравнение с бойницами в итальянском оборонительном зодчестве // Архитектурное наследство. – Вып. 73. – СПб.: Коло, 2020. – С. 24–41.
- Носов К. С. Защита воротных проездов в русских кремлях в итальянском стиле конца XV – первой трети XVI в. // Новые материалы по истории фортификации. – Вып. 3. – Архангельск: Новодвинка, 2020. – С. 55–76.
- Nossov K. Russian Kremlins in the Italian Style (the late fifteenth to first third of the sixteenth century) // Fort. – Vol. 48 (2020). – P. 72–107.
- Носов К. С. Отводные башни в Московском и Нижегородском кремлях: к дискуссии о времени постройки // Музеефикация фортификационных сооружений: проблемы и пути их решения. – Смоленск: Свиток, 2021. – С. 140–155.
- Носов К. С., Муратова С.Р., Балюнов И.В. Оборонительные стены Тобольского кремля: историко-архитектурный очерк // Научный диалог. — 2021. — № 8. — С. 414—437.
- Носов К. С. Бойницы подошвенного боя в пряслах русских кремлей в итальянском стиле (конец XV – первая треть XVI века) // Южный Урал: история, историография, источники. Межвузовский сборник научных статей. Вып. 9. – М.: Каллиграф, 2021. – С. 63–79.
- Носов К. С. Смоленская крепостная стена рубежа XVI–XVII вв. в кругу русских крепостей «в итальянском стиле» конца XV – начала XVIII вв. Часть 1 // Вопросы истории фортификации. – Вып. 8. – СПб.–М.: Остров, 2021. – С. 114–151.
- Носов К. С. Парапет русских кремлей «в итальянском стиле» конца XV – первой трети XVI века // Архитектурное наследство. – Вып. 75. – СПб.: Коло, 2021. – С. 40–59.
- Носов К. С. Теоретические воззрения на оборонительные сооружения в трактатах Античности и Раннего Возрождения. Часть 1. Формы планов // Вопросы всеобщей истории архитектуры. – Вып. 16 (1/2021). – М.–СПб., 2021. – С. 111–125.
- Носов К. С. Теоретические воззрения на оборонительные сооружения в трактатах Античности и Раннего Возрождения. Часть 2. Архитектурные формы и военно-инженерные сооружения // Вопросы всеобщей истории архитектуры. – Вып. 17 (2/2021). – М.–СПб., 2021. – С. 147–167.
- Носов К. С. Древнерусские укрепления с лицевой сырцовой кладкой: интерпретации давно известной конструкции // Оборонительные сооружения Древней Руси и Восточной Европы эпохи Средневековья и Нового Времени. Труды Государственного Эрмитажа CX. – Т. 110. – СПб.: Изд-во Гос. Эрмитажа, 2022. – С. 95–105.
- Носов К.С. Историографический обзор исследований оборонительных сооружений Тобольского кремля // Тобольск в веках: История, архитектура и культура. – Киров, 2022. – С. 17–30.
- Носов К. С. Машикули в русском каменно-кирпичном оборонительном зодчестве // Памятники фортификации: история, реставрация, использование: материалы VI международной научно-практической конференции. – Челябинск, 2022. – С. 14–34.

### Публикации источников
- Радишевский А. М. Устав ратных, пушечных и других дел, касающихся до воинской науки (разделы по фортификации и методам осады) // Носов К. С. Русские крепости конца XV—XVII в. — М., 2009. — С. 163—181 (Приложение 1).
- Осадный список Тулы (1629 г.) // Носов К. С. Русские крепости конца XV—XVII в. — М., 2009. — С. 182—201 (Приложение 2).
- Осадная роспись Крапивны (1629 г.) // Носов К. С. Русские крепости конца XV—XVII в. — М., 2009. — С. 202—205 (Приложение 3).
- Осадные списки Белгорода (1633 и 1634 гг.) // Носов К. С. Русские крепости конца XV—XVII в. — М., 2009. — С. 206—227 (Приложение 4).
- Носов К. С., Сухова А. С. Строельная книга по укреплениям Киева 1679 г. // Вопросы истории фортификации. — 2012. — № 3. — С. 5—9.
- Носов К. С. Росписные списки г. Зарайска 1637, 1638 и 1640 гг. // Вопросы истории фортификации. – Вып. 7. – СПб.–М., 2020. – С. 11–21.

### Научно-популярные издания
- Носов К. С. Японский меч. – М., 2000.
- Носов К. С. Вооружение самураев. – СПб.–М., 2001.
- Носов К. С. Рыцарские турниры. – СПб., 2002.
- Носов К. С. Русские крепости и осадная техника VIII–XVII вв. – СПб., 2003.
- Носов К. С. Замки Японии. — СПб., 2005.
- Nossov K. Indian Castles 1206—1526. — Oxford, 2006.
- Носов К. С. Самураи. Эволюция вооружения. — СПб., 2007. (Переиздание: М., 2010)
- Nossov K. Hittite Fortifications c.1650–700 BC. – Oxford, 2008.
- Nossov K. War Elephants. — Oxford, 2008.
- Носов К. С. Замки и крепости Индии. – СПб., 2008.
- Nossov K. Greek Fortifications in Asia Minor c. 500—130 BC. — Oxford, 2009.
- Nossov K. The Fortress of Rhodes 1309—1522. — Oxford, 2010.
- Носов К. С. Крепости Туниса. — М., 2011 (электронная версия на CD).
- Носов К. С. Замки самураев и японское осадное искусство. – М., 2012.
- Носов К. С. Оружие самураев. — М., 2016.